# Wierszalin
Wierszalin (biał. Вершалін) – opuszczona osada w Polsce położona w województwie podlaskim, w powiecie sokólskim, w gminie Krynki, około 1,5 km od wsi Stara Grzybowszczyzna.

## Historia
Osadę założył w latach 30. XX w. Eliasz Klimowicz znany jako „prorok Ilja” (Eliasz), który założył grupę religijną i był jej samozwańczym prorokiem. Wierszalin miał być według Klimowicza nową stolicą świata, ściągali tu licznie pielgrzymi m.in. z Nowogródczyzny i Wołynia. Drewniany dom i zabudowania gospodarcze zachowały się i są pod opieką Nadleśnictwa Krynki.

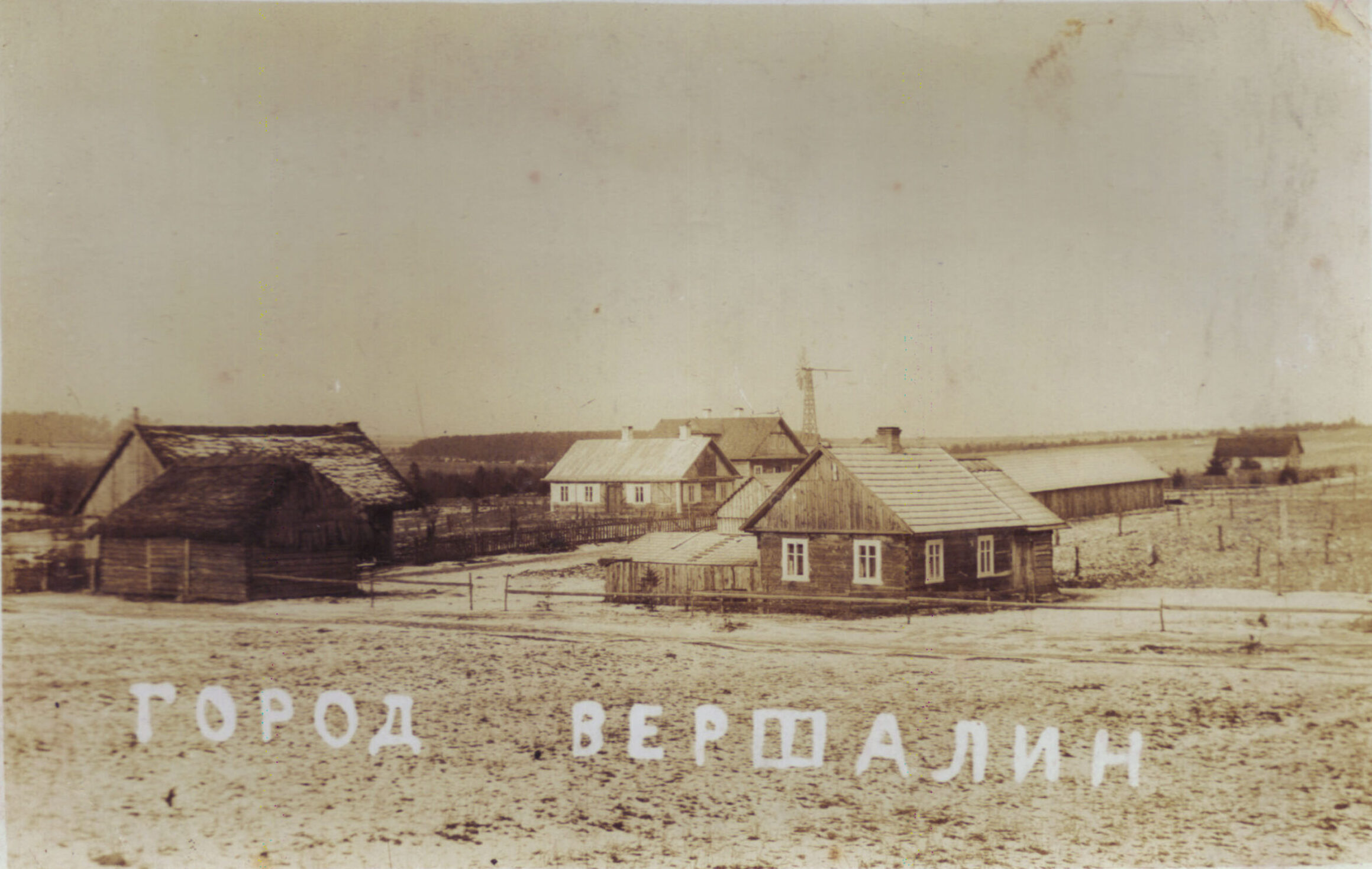
Wierszalin, zima 1939 r.

Nazwę Wierszalin przyjął teatr z Supraśla, a Krzysztof Wojciechowski nakręcił w 1997 film Historia o proroku Eliaszu z Wierszalina. Zaś białoruski pisarz z Grodna, Aleksiej Karpiuk wydarzeniom, które rozgrywały się w tej miejscowości przed II wojną światową poświęcił powieść swojego życia: Raj w Wierszalinie (biał. Вершалінскі рай, 1974); w efekcie został wyrzucony z partii oraz ze Związku Literatów Białoruskich.